# Camille Riffaterre
Camille Riffaterre, né le 20 avril 1879 et mort le 10 juillet 1964 à Bourganeuf (Creuse), est un homme politique français, député de la Creuse de 1928 à 1940.

## Biographie
Après une licence de lettres et un diplôme supérieur d'histoire et de géographie, il s'inscrit au barreau. Attiré par politique, il est élu conseiller général de sa ville natale en 1910.
En 1919, candidat sur une liste opposée à celle que dirige Viviani, il est battu avec 11 485 sur 75 478 inscrits, 52 467 votants et 51 840 suffrages exprimés. En 1924, maire de Bourganeuf, dernier inscrit sur la liste du bloc des gauches, radicale et radicale-socialiste, il recueille 19 505 voix. En 1928, maire de Bourganeuf, président de la caisse de Crédit agricole et vice-président du Conseil général de la Creuse, il bénéficie de la nouvelle loi électorale, au scrutin majoritaire à deux tours, qui favorise les hommes ayant acquis une renommée locale. Dès le premier tour, il devance ses adversaires avec 4 868 voix sur 13 701 inscrits et 10 654 votants, contre 2 564 à Giraud et 2 056 à Falcucci. Au second tour, il l'emporte avec 5 639 voix sur 10 716 votants, contre 4 815 voix à Giraud.
Inscrit au groupe républicain socialiste, il s'intéresse aux questions de justice fiscale et sociale, ainsi qu'au développement de la Creuse, notamment à travers l'électrification des campagnes.
D'abord membre du groupe Parti républicain socialiste et socialiste français, il adhère à la SFIO à l'occasion des élections générales de 1932. Il est réélu dès le premier tour avec 7 287 voix sur 13 366 inscrits et 10 373 votants, contre 1 234 au communiste Nival, 719 au républicain social Calinaud, 569 au républicain de gauche Germonty, 386 à l'indépendant Auboux et 38 au républicain social Guillon.
En 1936, il est encore réélu encore au premier tour avec 6 447 voix sur 12 906 inscrits et 10 387 votants, contre 2 606 voix au communiste Chambon. Peu après, Camille Riffaterre est également élu maire de sa ville.
Durant ces deux dernières législatures, Camille Riffaterre siège à la commission de l'agriculture.
Le 10 juillet 1940, il vote les pleins pouvoirs constitutionnels au gouvernement du maréchal Pétain. 

## Mandats électifs
- 1928-1940 : Député de la Creuse

## Parenté
- Il est le père de l'universitaire Michel Riffaterre